# Richard Weyl (Jurist)
Carl Friedrich Wilhelm Richard Weyl, Pseudonym: Richard Wilhelm, (* 9. Juli 1864 in Königsberg; † 28. Mai 1940 in Kiel) war ein deutscher Jurist.

## Leben

### Jugend und Ausbildung
Richard Weyl war ein Sohn von Ulrich Weyl (* 17. September 1833 in Rastenburg; † 5. Mai 1883 in Königsberg) und dessen Ehefrau Johanna, geborene Tischler (* 1. November 1840 in Königsberg; † 3. Juli 1904). Der Großvater mütterlicherseits war der Königsberger Kaufmann Friedrich Wilhelm Tischler (1784–1846), der in zweiter Ehe mit Johanna, geborene Striewski, (* 1802) verheiratet war.
Richard Weyls Vater Ulrich diente als Leutnant bei der Artillerie, die ihn nach Danzig versetzte, wohin die Familie ihren Wohnsitz verlegte. Wie seine zwei älteren Schwestern besuchte er bis zum Frühjahr 1872 die Privatschule der drei Schwestern Römer. Im Mai 1872 wurde der Vater wieder nach Königsberg geschickt. Ab dem Herbst desselben Jahres besuchte Weyl die Sexta des Kneiphöfischen Gymnasiums, das er an Ostern 1882 mit dem Abitur verließ.
Weyls Vater erhielt nur einen derart geringen Sold, dass die Familie mehrere Jahre drei Söhne eines Gutsherren als Pensionsgäste beherbergte. Weyl bekam trotzdem eine für seine Zeit typische bildungsbürgerliche Erziehung. Er konnte oftmals Theater und Konzerte besuchen und erhielt Klavierunterricht. Da er kurzsichtig war, wurde er nicht zum Militärdienst eingezogen.
Ein gestiftetes Stipendium eines entfernten Verwandten ermöglichte Weyl ein rechtswissenschaftliches Studium an der Universität Königsberg. Er finanzierte dieses auch, indem er Nachhilfeunterricht erteilte. Während des Studiums hörte er zumeist bei Felix Dahn. Dieser begeisterte ihn wahrscheinlich für rechtshistorische Fragestellungen. Außerdem besuchte er Vorlesungen von Philipp Zorn.
Im Juli 1885 gewann Weyl einen jährlich ausgerichteten studentischen Wettbewerb. Dabei schrieb er über „Die Rechte der fränkischen Könige nach Gregor von Tours' fränkischer Kirchengeschichte“. Ende Oktober 1885 legte er das erste juristische Examen ab und absolvierte danach zunächst für neun Monate ein Referendariat beim Amtsgericht Bartenstein, das er in Königsberg fortsetzte. Ende Juni  bestand er das Assessorexamen beim Justizministerium in Berlin. Danach arbeitete er als Gerichtsassessor in Königsberg.
Anfang August 1890 ließ sich Weyl beurlauben, um an seiner Habilitation zu arbeiten. Aus Kostengründen entschied er sich für die Universität Leipzig. Dort musste er nur relativ geringe Gebühren zahlen. Außerdem musste er keine teure, gedruckte Ausgabe seines Werkes vorlegen. Die mündliche Prüfung legte er im November 1885 ab, bevor er seine Dissertation eingereicht hatte, was die Promotionsordnung jedoch zuließ. Im Rahmen seiner Dissertation überarbeitete er seine preisgekrönte Arbeit. Bei der Promotion zum Doktor der Rechte trug sie den Titel „Das fränkische Königthum des 6. Jahrhunderts“.
Weyl wechselte für die Habilitation, die Anfang Juni 1891 erfolgte, zurück nach Königsberg. Dafür reichte er eine rechtshistorische Arbeit über das Verhältnis zwischen Staat und Kirche in der Karolingerzeit ein. In seiner ersten Vorlesung referierte er über das Patentgesetz des Deutschen Reiches, das erst seit einigen Monaten existierte. Seine Arbeit als Gerichtsassessor begann de facto erst Anfang 1892. Er erhielt eine Stelle bei der „Kammer für Handelssachen“, die nur wenig Arbeit bot. Daher unterrichtete er überwiegend als Privatdozent an der Universität.

### Wirken als Hochschullehrer
Ende September 1898 erhielt Weyl einen Ruf der Universität Kiel als außerordentlicher Professor für Deutsches Privatrecht, Deutsche Rechtsgeschichte, Bürgerliches Recht und Handelsrecht. Er beschäftigte sich anfangs insbesondere mit dem Privatrecht und dem Bürgerlichen Recht. Schon als Privatdozent hatte er mehrere Vorträge in Königsberg und Elbing gehalten. Daraus resultierte das 1894 vollendete, sehr weitreichende „Lehrbuch des Reichsversicherungsrechts“. 1898 und 1900 schrieb er zwei Bände der „Vorträge über das Bürgerliche Gesetzbuch für Praktiker“. 1905 kam das „System der Verschuldensbegriffe im Bürgerlichen Gesetzbuche für das Deutsche Reich“ hinzu. Damit war Weyl einer der ersten Kommentatoren des Bürgerlichen Gesetzbuches.

### Erster Weltkrieg
Während des Ersten Weltkriegs arbeitete Weyl freiwillig in der zivilen Kriegshilfe. Außerdem engagierte er sich in der städtischen Verwaltung und vertrat einen Rechtsanwalt, der Kriegsdienst leisten musste. Aufgrund dieser praktischen Erfahrungen schrieb er mehrere Aufsätze, in denen er sich mit Fragestellungen auseinandersetzte, die im Zusammenhang mit aktuellen Kriegsgeschehnissen standen. Dazu gehörten das Kriegstestamentrecht, Gehaltsfortzahlungen, Todeserklärungen im Krieg verschollener Soldaten und Enteignungen nach dem Kriegsrecht. Die „Champagne Kriegs-Zeitung“ veröffentlichte 1916 ein Gedicht von ihm.

### Ehrenamtliches Engagement
Weyl gehörte seit seiner Zeit in Königsberg der Turnbewegung an. In Kiel trat er in den „Männerturnverein von 1844“ ein. Ab 1911 amtierte er als Gauvertreter des „Ostholsteinischen Turngaus“. Wegen verbandsinterner Konflikte gab er das Amt 1915 wieder ab. Ebenfalls 1911 übernahm er die Leitung der staatlichen Lehrgänge, in denen Turnlehrer und Sportleiter der Kieler Universität ausgebildet wurden. Von 1922 bis zu seiner Entpflichtung als Hochschullehrer 1929 übernahm er den Vorsitz des Akademischen Ausschusses für Leibesübungen.
Während des Krieges hatte Weyl einen Sitz im Zentralausschuss für Turnen, Sport und Spiel. Aufgrund seines Engagements im Bereich des Sports und seiner Ehrenämter schrieb er nach Kriegsende zum Jugendrecht und zur Jugendpflege. Dabei beschäftigte er sich insbesondere mit rechtlichen Fragestellungen, die im Bereich des Vereinssports lagen. So entstand 1927 die zusammenfassende Darstellung „Das deutsche Jugendrecht“.

### Bedeutung für die Universität Kiel
Weyl erwarb sich dauerhafte Verdienste für die Historie der Kieler Universität. So trug er systematisch Porträts von dortigen Hochschullehrern zusammen. Außerdem beschäftigte er sich mit einem Verzeichnis der Professoren und Dozenten der Hochschule. Die Anfänge hatte 1887 Friedrich Volbehr geschaffen. Weyl vervollständigte diese von den Anfängen der Universität bis zur damaligen Gegenwart. Auflagen hiervon gingen 1916 und 1934 in den Druck. Außerdem schuf er die Grundlagen für eine vierte Auflage. Rudolf Bülck (1880–1954) und Hans-Joachim Newiger stellten sie fertig.
Die von Weyl erstellte Sammlung der Porträts ging während des Zweiten Weltkriegs durch Bombentreffer verloren; auch der Großteil der im Kieler Universitätsarchiv lagernden Materialien wurde zerstört. So gilt die vierte Auflage des Dozentenverzeichnisses, das „Volbehr/Weyl“ genannt wird, heute teilweise als einzige Quelle für die Personengeschichte der Hochschule.

## Werke
Weyls bedeutendstes wissenschaftliches Werk war „Das fränkische Staatskirchenrecht zur Zeit der Merovinger“. Er schrieb die rechtsgeschichtliche Studie, die auf seiner preisgekrönten Schrift und der Doktorarbeit basierte, 1888. Das Buch erschien bis 1970 im Nachdruck.
Neben wissenschaftlichen Schriften schuf Weyl auch literarische Werke. Er begann damit während der Zeit in Königsberg und setzte diese Arbeiten in den 1920er Jahren in Kiel fort. Er schrieb mehrere, zumeist humoristische kleine Erzählungen, die in Zeitschriften erschienen. Unter Pseudonym schuf er die kleinen Theaterstücke „Alexander der Große auf dem Rade“ und „Direktor in Nöten“.
Im hohen Lebensalter hielt Weyl „Bunte Bilder aus meinem Leben“ fest. Er hatte diesen Text für seine Familie geschrieben. Das Werk ging nie in den Druck und gilt heute als wichtige Quelle für die Historie der Milieus insbesondere in Königsberg, aber auch Kiel.

## Ehrungen
- 1898 erhielt Weyl den Kronenorden 4. Klasse.
- 1913 wurde ihm der Rote-Adler-Orden 4. Klasse verliehen.
- 1918 bekam er das Verdienstkreuz für Kriegshilfe.[6]

## Familie
Weyl heiratete am 29. Dezember 1902 in Berlin die Lehrerin Bertha Wagner (* 20. Dezember 1877 in Berlin; † 29. Oktober 1955 in Uetersen). Ihr Vater Julius Wagner (* 18. Mai 1842 in Berlin; † 16. August 1904 ebenda) war ein General der Infanterie, Chef des Ingenieur- und Pionierkorps und Generalinspekteur der Festungen. Er war verheiratet mit Johanna, geborene Heppner (* 25. August 1840 in Danzig; † 17. Mai 1920 in Kiel).
Das Ehepaar Weyl hatte zwei Töchter und die Söhne Johannes Weyl (1904–1989, Journalist, Verleger und Zeitungsherausgeber) und Richard Weyl (1912–1988, Geologe).